# Jeremy Giambi
Jeremy Dean Giambi (San José, California; 30 de septiembre de 1974 - Claremont, California 9 de febrero de 2022) fue un jugador de béisbol estadounidense que jugó en las Grandes Ligas para Kansas City Royals, Oakland Athletics, Philadelphia Phillies y Boston Red Sox, era el hermano menor del también jugador Jason Giambi.

## Infancia y juventud
Al igual que su hermano mayor Jason , Jeremy Giambi asistió a la escuela secundaria South Hills en West Covina, California. Asistió a la Universidad Estatal de California, Fullerton y jugó béisbol universitario para los Cal State Fullerton Titans. Los Titans ganaron la Serie Mundial Universitaria de 1995. En 1994, jugó béisbol universitario de verano con los Bourne Braves de la Liga de Béisbol de Cape Cod.

## Carrera profesional
Los Reales de Kansas City seleccionaron a Giambi en la sexta ronda del Draft de las Grandes Ligas de 1996. Giambi hizo su debut en las Grandes Ligas como una convocatoria de septiembre para los Reales en 1998. Los Atléticos adquirieron a Giambi de los Reales a cambio de Brett Laxton antes de la temporada 2000.
Durante la temporada 2002, los Atléticos cambiaron a Giambi a los Filis de Filadelfia por John Mabry. Después de la temporada 2002, los Filis cambiaron a Giambi a los Medias Rojas de Boston por Josh Hancock. Jugó por última vez en las mayores en 2003 para los Medias Rojas. Después de ser liberado por los Medias Rojas, Giambi firmó acuerdos de ligas menores con los Dodgers de Los Ángeles en 2004 y los Medias Blancas de Chicago en 2005.